# Kniva
Kniva är en småort i Falu kommun mellan Vika och Hosjö. Orten ligger intill Knivån och riksväg 69. 
Georg Stiernhielm, "Den svenska skaldekonstens fader", kom från Kniva och en minnessten uppfördes 1928 vid Gammelgården i Kniva, Stiernhielms födelseplats. Stenen, som är huggen i Vika Strand, är 4,2 meter hög, väger 10 ton och har en gjuten medaljong utformad av skulptören Arvid Backlund.
I Kniva ligger också barockträdgården i Staberg, från 1750-talet, i anslutning till bergsmansgården Gamla Staberg, som har anor från 1500-talet och idag är hembygdsgård.
Orten har haft ett flertal smedjor, hyttor och rostugnar för bearbetning av kopparmalmen från gruvan i Falun, från tidig medeltid till 1700-talet. Fram till 1960-talet låg Vikabröd i Kniva, men det håller numera till i Skedvi kyrkby. Även ett tegelbruk har funnits på orten.
Stabergs klack är ett berg som med sina 80 meter över Runn (187 meter över havet) är ett populärt utsiktsberg.
Knivstigen är en utlöpare av Dalkarlsvägen och sträcker sig från Kniva till Stora Skedvi och passerar bland annat Gnolas vål, Jungfrukällan, Psalmbokstallen, Stenkumlet, Björnhålet och Skvalta.